# Малов Веніамін Іванович
Веніамін Іванович Малов (нар. 1 вересня 1927, місто Сніжне, тепер Донецької області — 10 серпня 1995, місто Торез Донецької області) — український радянський діяч, генеральний директор виробничого об'єднання «Торезантрацит» Донецької області. Член ЦК КПУ у 1966 — 1971 р.

## Біографія
У 1944 році закінчив школу фабрично-заводського навчання у місті Чистяково Сталінської області і один рік працював електрослюсарем шахти № 3-біс тресту «Чистяковантрацит».
З 1945 року навчався на курсах техніків при Новочеркаському політехнічному інституті. У 1951 році закінчив Чистяковський гірничий технікум Сталінської області.
У 1958 році закінчив вищі інженерні курси при Дніпропетровському гірничому інституті, здобув спеціальність гірничого інженера-електромеханика. Член КПРС.
У 1958 — 1975 р. — головний енергетик шахти, головний механік шахти, головний інженер і начальник шахти імені Лутугіна тресту «Чистяковантрацит» Донецької області, головний інженер комбінату «Торезантрацит» Донецької області.
У січні 1975 — серпні 1989 р. — начальник комбінату, генеральний директор виробничого об'єднання по добуванню антрациту «Торезантрацит» Донецької області.
З серпня 1989 р. — на пенсії. Похований у місті Торез Донецької області.

## Нагороди
- ордени
- медалі
- заслужений шахтар Української РСР